# 1975-ös Formula–1 német nagydíj
A német nagydíj volt az 1975-ös Formula–1 világbajnokság tizenegyedik futama.

## Futam
| Helyezés | #  | Versenyző          | Csapat/Motor    | Körök | Idő/Kiesés oka      | Rajthely | Pontszám |
| -------- | -- | ------------------ | --------------- | ----- | ------------------- | -------- | -------- |
| 1        | 7  | Carlos Reutemann   | Brabham-Ford    | 14    | 1:41:14,1           | 10       | 9        |
| 2        | 21 | Jacques Laffite    | Williams-Ford   | 14    | + 1:37,7            | 15       | 6        |
| 3        | 12 | Niki Lauda         | Ferrari         | 14    | + 2:23,3            | 1        | 4        |
| 4        | 16 | Tom Pryce          | Shadow-Ford     | 14    | + 3:31,4            | 16       | 3        |
| 5        | 22 | Alan Jones         | Hill-Ford       | 14    | + 3:50,3            | 21       | 2        |
| 6        | 19 | Gijs van Lennep    | Ensign-Ford     | 14    | + 5:05,5            | 24       | 1        |
| 7        | 29 | Lella Lombardi     | March-Ford      | 14    | + 7:30,4            | 25       |          |
| 8        | 25 | Harald Ertl        | Hesketh-Ford    | 14    | + 7:40,9            | 23       |          |
| 9        | 4  | Patrick Depailler  | Tyrrell-Ford    | 13    | + 1 kör             | 7        |          |
| 10       | 27 | Mario Andretti     | Parnelli-Ford   | 12    | Kifogyott üzemanyag | 13       |          |
| Kiesett  | 24 | James Hunt         | Hesketh-Ford    | 10    | Kerék               | 9        |          |
| Kiesett  | 11 | Clay Regazzoni     | Ferrari         | 9     | Motorhiba           | 5        |          |
| Kiesett  | 23 | Tony Brise         | Hill-Ford       | 9     | Baleset             | 17       |          |
| Kiesett  | 3  | Jody Scheckter     | Tyrrell-Ford    | 7     | Baleset             | 3        |          |
| Kiesett  | 17 | Jean-Pierre Jarier | Shadow-Ford     | 7     | Defekt              | 12       |          |
| Kiesett  | 8  | Carlos Pace        | Brabham-Ford    | 5     | Felfüggesztés       | 2        |          |
| Kiesett  | 30 | Wilson Fittipaldi  | Fittipaldi-Ford | 4     | Motorhiba           | 22       |          |
| Kiesett  | 10 | Hans-Joachim Stuck | March-Ford      | 3     | Motorhiba           | 7        |          |
| Kiesett  | 1  | Emerson Fittipaldi | McLaren-Ford    | 3     | Felfüggesztés       | 8        |          |
| Kiesett  | 9  | Vittorio Brambilla | March-Ford      | 3     | Felfüggesztés       | 11       |          |
| Kiesett  | 6  | John Watson        | Lotus-Ford      | 2     | Felfüggesztés       | 14       |          |
| Kiesett  | 5  | Ronnie Peterson    | Lotus-Ford      | 1     | Kuplung             | 18       |          |
| Kiesett  | 28 | Mark Donohue       | March-Ford      | 1     | Defekt              | 19       |          |
| Kiesett  | 2  | Jochen Mass        | McLaren-Ford    | 0     | Baleset             | 6        |          |
| Kiesett  | 20 | Ian Ashley         | Williams-Ford   | 0     | Baleset             | 20       |          |
| NK       | 35 | Tony Trimmer       | Maki-Ford       |       |                     |          |          |

## Statisztikák
Vezető helyen:
- Niki Lauda: 9 (1-9)
- Carlos Reutemann: 5 (10-14)

Carlos Reutemann 4. győzelme, Niki Lauda 15. pole-pozíciója, Clay Regazzoni 9. leggyorsabb köre.
- Brabham 18. győzelme.